# Oxyphyllomyia cordylurina
Oxyphyllomyia cordylurina är en tvåvingeart som beskrevs av Villeneuve 1937. Oxyphyllomyia cordylurina ingår i släktet Oxyphyllomyia och familjen parasitflugor. Inga underarter finns listade i Catalogue of Life.